# Percy Jackson: Poslední z bohů
Percy Jackson: Poslední z bohů je pátý a poslední díl fantasy série Percy Jackson a Olympané o Percym Jacksonovi od Ricka Riordana. Román vyšel 5. května 2009, v České republice byl vydán 2. září roku 2011. Na tuto knihu navazuje další série Bohové Olympu od téhož autora.

## Příběh
Percy je poslední dobou celkem spokojený kluk, má přítelkyni a úspěšně dokončil ročník. Blíží se ovšem jeho šestnácté narozeniny a Percy má rozhodnout o osudu světa. O Percym mluví proroctví, přednesené před sedmdesáti lety, říkající že polokrevný od velké trojky buď zničí nebo spasí Olymp. Na světě zuří druhá válka mezi bohy a Titány. Percy vyráží s kamarádem Charlesem zničit invazní sílu Titánů, loď Luka Castellana jménem Princezna Andromeda. Na Percyho s Charlesem je nastražená léčka. Luke je zaskočí a při zoufalém útěku z lodi Charles umírá. Loď vybuchuje a potápí se. Jediný kdo přežije je Percy a samozřejmě nesmrtelný Luke alias Kronos.
Percy se vrací do tábora a přísahá smrt Lukeho zvědovi. Pohádá se s Annabeth. Cheiron ukáže Percymu, že pod horou Svaté Heleny se probudil bouřkový Gigant Tyfon. Proti Tyfonovi bojují všichni bohové a nikdo nehlídá Olymp. Percyho vyzve Nico aby uskutečnil jeho nebezpečný plán. Má na sebe vzít Achillovo prokletí a stát se nezranitelným. Spolu se setkají s Lukeho matkou, která zašílela díky Hádovu prokletí. Zjistí že Luke na sebe taky vzal prokletí Achilla. Pak se vydají do Erebosu. Nico Percyho zradí a odvede Hádovi výměnou za informace o svojí matce. Hádes Percyho chytí a zavře do cely. Nico ho osvobodí a spolu jdou ke Styxu. Percy se v něm vykoupe a myslí při tom na Annabeth. Jako svou Achillovou patu si vybere místo na kříži. Když vyleze jde po něj Hádes se svou armádou. Ale Percy mrtvé legionáře i rudokabátníky rozpráší. S Hádem bojuje a po chvíli vítězí. Percy Háda ale pustí.
Percy se dostává na povrch a formuje armádu Hrdinů. Přijdou všichni hrdinové a spousta duchů přírody. Z hrdinů dorazí skoro všichni až na Clarisse a její lidi. Bůh snů Morfeus uspí celý New York a začne invaze Titánů na Manhattan. Percy mluví s Hermem, chce přivolat ostatní bohy ti mají však hodně práce s Tyfonem, rozhovor se stočí na Luka a skončí hádkou.
Hrdinové opevňují přístupové cesty na Manhattan. Přidávají se k nim Lovkyně vedené Thalií. Percy udělá dohodu s Hudsonem a East River. Oni nepustí do svých vod Titány a on je za to pomůže vyčistit. Annabeth probudí roboty schované ve městech a vyzve je k obraně Manhattnu. Na Williamsburském mostě zaútočí asi dva tisíce titánů na asi deset Hrdinů. Percy jim pomůže. Boj na mostě se zastaví a všichni sledují boj Percyho s Minotaurem. Percy Minotaura porazí a začne likvidovat nestvůry. Díky své nesmrtelnosti a pomoci Hrdinů je to úplný masakr nestvůr. Po výhře se objeví Kronova čestná stráž, čtyřicítka válečníků a Luke. Na mostě se strhne boj. Annabeth je probodnutá dýkou Ethana Nakamury. Ostatní ji odvlečou z boje. Nepřítel má výrazně na vrch. Do boje se zapojí taky Luke. Bojuje s Percym a vypadá to na rozdrcení Hrdinů. Percy z posledních sil zničí most. Luke se ho už nepokusí překročit a s nadcházejícím svítáním mizí. Annabeth je ošetřená.
Nico se snaží zjistit něco o své matce. Ukáže se mu vize ve které je on a jeho sestra Bianka. Hádes se snaží přemluvit jejich matku, aby je vzala do podsvětí. V následující chvíli je místnost zničená úderem neuvěřitelné síly. Maria to nepřežije a objeví se Orákulum. Hádes ho v návalu vzteku prokleje.
Na slovíčko se za Percym staví Titán Prometheus s Ethanem, empúsou a vůdcem Hyperboreanů Morrainem. Snaží se ho přemluvit aby se vzdal. Ukáže mu vize o tom, jak Hermés opustil Luka. Nakonec dá Prometheus Percymu Pandořinu skříňku. Řekne mu že když Percy skříňku otevře, tak Titáni vyhrají. O něco později Titáni zaútočí plnou silou v Central Parku. K Hrdinům se připojí vládce přírody Leneus. Armádu Titánů vede Hyperion, Titán východu, po Atlasovi nejsilnější z Titánů. Bojují spolu s Percym na jezeře. Percy bere sílu z vody. Po vyčerpávajícím boji se připojí i satyrové. Společnými silami Hyperiona promění na javor. Síly Titánů se rozprchnou. Do Hrdinů se pustí létající prase. Percy ho s Blackjackem zabaví. Armáda Titánů se dává znovu dohromady. Po letu na praseti pomůžou Percymu sochy z nádraží Grand Central. Když Titáni opět získají převahu, pustí se do nich celá světová populace kentaurů (asi 500). Na Manhattan se dostane také Rachel. Poví Percymu že není ten hrdina z proroctví. Kronos vypustí Drakona. Drakona může zabít pouze Arésovo dítě. K Hrdinům se o chvíli později připojí i Arésovci. Percy se zděšením zjistí, že dívka vedoucí Arésovce není Clarisse. Drakon na onu dívku plivne jed. Tou dívkou je Silena. Ta z posledních sil prozradí že ona byla tím špehem. Clarisse ze vzteku zabije Drakona a zažene nestvůry pryč. Percy daruje Pandořinu skříňku Hestii, poslednímu z bohu. Přesvědčí Poseidona aby se přidal do boje. Zaútočí sám Luke. Hrdinové jsou pod náporem nepřátel téměř zdecimováni. Dokonce i Clarissu porazili Hyperboreani. Nico na poslední chvíli přesvědčí Háda aby pomohl s obranou. Do boje se tedy zapojí Hádes, Persefona a Deméter. Kronos ze vzteku probudí město. Hrdinové už nemohou vyhrát.
Luke jde na Olymp aby zničil sílu bohů. Percy s Annabeth, Groverem a Thalií ho následují. Na Thalii spadne socha Héry. Luke spolu s Percym bojují. Do New Yorku dorazil i Tyfon, když ale vstoupil do Hudsonu, Tysonovi kyklopové ho stáhnou do podzemí. Zapojit se může i Ethan ale ten se pustí do Luka. Lukemu ale Ethanův útok neublíží a místo toho Ethan padá dolů z hory. Když Kronos může všechny pozabíjet, ozve se Annabeth. Domlouvá Lukovi a tomu se na chvíli vrátí vědomí. Percy mu podá dýku a Luke se bodne do své Achillovy paty. Hrdinové vyhráli.
Zeus poté hrdiny odmění, chce Percyho udělat bohem ale Percy odmítne. Rachel vystřídá Orákulum jako věštkyni. Nakonec vše dobře skončilo.